# Gulflikig hocko
Gulflikig hocko (Crax globulosa) är en utrotningshotad fågel i familjen trädhöns inom ordningen hönsfåglar.

## Utseende
Gulflikig är en stor och huvudsakligen svart marklevande trädhöna med en kroppsläng på 82-89 centimeter. Hanen är helsvart med en krullig tofs och vit undergump. Näbben är svart med en rödaktiga, ibland gulaktiga, hud kring ögat, knöl på näbben samt hängande flikar. Benen är svarta. Honan liknar hanen men har rostfärgad undergump. Lätet är en ljus fallande vissling.

## Utbredning och systematik
Arten förekommer i fuktiga områden i sydöstra Colombia till norra Bolivia och västra Amazonområdet i Brasilien.

## Status och hot
Denna art har en mycket liten världspopulation på mellan 1000 och 2500 vuxna individer. Den tros dessutom ha minskat mycket kraftigt till följd av jakt. Internationella naturvårdsunionen IUCN kategoriserar den därför som starkt hotad.

## Bilder

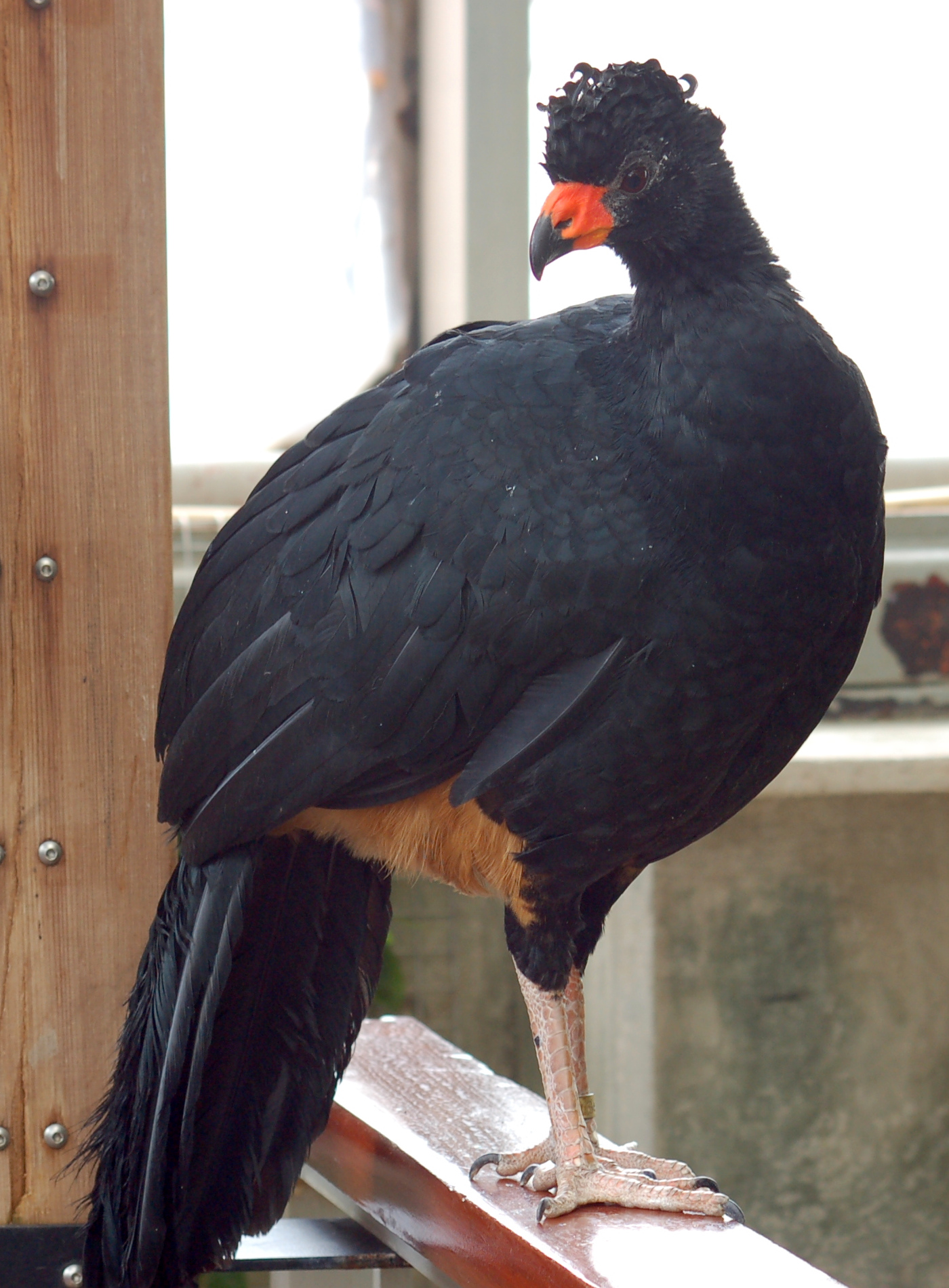